# Pháp bảo hộ Tunisia
Pháp bảo hộ Tunisia (tiếng Pháp: Protectorat français de Tunisie; tiếng Ả Rập: الحماية الفرنسية في تونس al-Ḥimāya al-Fransīya fī Tūnis), thường được gọi là đơn giản là Tunisia thuộc Pháp được thành lập vào năm 1881, trong thời kỳ Đế quốc thực dân Pháp, và tồn tại cho đến khi Tunisia độc lập vào năm 1956.

## Lịch sử
Trước đây, Tunisia là một tỉnh của Đế quốc Ottoman đang suy tàn. Tỉnh này có quyền tự trị tuyệt vời dưới sự lãnh đạo của bey Muhammad III as-Sadiư. Năm 1877, Nga tuyên chiến với Ottoman. Chiến thắng của Nga dẫn đến sự độc lập của các quốc gia vùng Balkan và bắt đầu một cuộc trò chuyện về tương lai của khu vực Ottoman. Đại hội Berlin được tổ chức vào năm 1878 để thảo luận về vấn đề này. Anh từ chối giải tán Đế quốc Ottoman và đề nghị Tunisia cho Pháp. Đổi lại, Anh Quốc có thể có được Síp. Đức đồng ý với sự cai trị của Pháp ở Tunisia với mục đích Pháp bị khu vực trung tâm Địa Trung Hải bận tâm và sẽ không cố gắng trả thù ở châu Âu sau thất bại trong Chiến tranh Pháp-Phổ. Trong khi đó, Vương quốc Ý bác bỏ sự cai trị của Pháp ở Tunisia vì họ có tham vọng và lợi ích kinh tế trong khu vực, nhưng họ không thể làm gì.
Thuộc địa Tunisia năm thập kỷ sau khi họ chiếm Algérie. Trước khi Pháp đến, Tunisia đã bắt đầu quá trình cải cách, nhưng họ đang gặp khó khăn về tài chính. Sau khi bị Pháp chiếm đóng, nghĩa vụ quốc tế của Tunisia đã bị Pháp tiếp quản. Pháp đang thực hiện phát triển giao thông, cơ sở hạ tầng, công nghiệp, hệ thống tài chính, y tế và quản trị. Tuy nhiên, các doanh nghiệp và công dân Pháp được đối xử đặc biệt và người Tunisia không thích điều này. Tình cảm dân tộc được thể hiện trong bản in và trong các bài phát biểu. Các tổ chức chính trị được thành lập và phong trào độc lập đã hoạt động trước chiến tranh thế giới thứ nhất. Giấc mơ độc lập cuối cùng đã đạt được vào năm 1956.